# لويز أوليفيرا دوس سانتوس جونيور
لويز أوليفيرا دوس سانتوس جونيور هو لاعب كرة قدم برازيلي في مركز الوسط، ولد في 21 يناير 1980 في لويسيانيا في البرازيل. لعب مع أتلتيكو غويانيينسي ونادي برازيليا ونادي فورتاليزا.